# Xestiodion annulipes
Xestiodion annulipes är en skalbaggsart som först beskrevs av Jean Baptiste Lucien Buquet 1844.  Xestiodion annulipes ingår i släktet Xestiodion och familjen långhorningar.
Artens utbredningsområde är Paraguay. Inga underarter finns listade i Catalogue of Life.